# عمار الجمل
عمار الجمل لاعب كرة قدم تونسي من مواليد 20 أفريل 1987 بمدينة مساكن وهو يلعب في مركز قلب الدفاع. وهو يلعب مع منتخب تونس لكرة القدم منذ سنة 2009.وإعتزل دوليا سنة 2013

## روابط خارجية
- عمار الجمل على موقع قاعدة بيانات كرة القدم.إي يو (الإنجليزية)
- عمار الجمل على موقع بيانات كرة القدم. دي إي (الألمانية)
- عمار الجمل على موقع ناشيونال فوتبول تيمز (الإنجليزية)
- عمار الجمل على موقع عالم كرة القدم.نت (الإنجليزية)
- عمار الجمل على موقع كووورة
- عمار الجمل على موقع AS.com (الإسبانية)